# 塔利尼基市镇
塔利尼基市镇（俄语：Тальниковское муниципальное образование）是俄罗斯联邦伊尔库茨克州切列姆霍沃区所属的一个市镇。其下辖有个居民点，行政中心为塔利尼基。据2016年统计，该市镇的人口为814人。